# Catharina Lodders
Catharina Johanna Lodders (ur. 18 sierpnia 1942 w Haarlemie) – holenderska modelka, Miss World 1962. Tytuł zdobyła w wieku 20 lat.